# La Maison natale (film)
Pour l’article homonyme, voir La Maison natale.
Pour plus de détails, voir Fiche technique et Distribution.
La Maison natale (Отчий дом, Otchiy dom) est un film soviétique réalisé par Lev Koulidjanov, sorti en 1959,.

## Fiche technique
- Photographie : Piotr Kataiev
- Musique : Youriï Birioukov
- Décors : Mark Gorelik, Sergeï Serebrennikov, Ekaterina Aleksandrova
- Montage : Lidiia Jutchkova

## Distinctions
Le film a été présenté en sélection officielle en compétition au Festival de Cannes 1959.